# Nominando Soares Martins

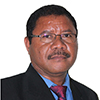
Nominando Soares Martins

José Nominando Soares Martins (auch Numinando, * 31. Dezember 1962 in Hatulia, Ermera, Portugiesisch-Timor), Kampfname Buras, ist ein Politiker aus Osttimor. Er ist Mitglied der Partido Democrático (PD).

## Werdegang
Martins ist einer der Überlebenden des Santa-Cruz-Massakers (1991).
Bei den Wahlen zur verfassunggebenden Versammlung kandidierte Martins auf Listenplatz 12 der PD, die Partei erhielt aber nur sieben Sitze. Mehrere Kandidaten verzichteten auf ihren Sitz, auch Martins, so dass schließlich Samuel Mendonça (Listenplatz 22) in die Versammlung nachrückte, die mit der Entlassung Osttimors in die Unabhängigkeit am 20. Mai 2002 zum Nationalparlament Osttimors wurde. Während der Legislaturperiode übergab Mendonça aber an Martins seinen Abgeordnetenplatz.
Bei den Wahlen 2007 stand Martins auf Listenplatz 15 und Wahlen 2012 war er nur noch der vierte Ersatzkandidat.
Dafür wurde Martins am 8. August 2012 für die V. Regierung zum Staatssekretär für Umwelt (Secretário de Estado do Meio Ambiente SEMA) vereidigt. Die Amtszeit endete am 16. Februar 2015.
2023 wurde Martins zu einem von fünf vom Nationalparlament in den Staatsrat entsandten Bürgern gewählt.

## Auszeichnungen
2008 erhielt Martins den Ordem Lorico Asuwain.